# Juri Pawlowitsch Kljujew
Juri Pawlowitsch Kljujew (russisch Юрий Павлович Клюев, wiss. Transliteration Jurij Pavlovič Kljuev; * 7. Oktober 1960 in Moskau) ist ein ehemaliger sowjetischer Eisschnellläufer.

## Werdegang
Kljujew, der für den Dynamo Moskau startete, erreichte in den Jahren 1985 sowie 1987 mit dem fünften Platz im Großen Vierkampf seine beste Platzierung bei sowjetischen Mehrkampf-Meisterschaften und trat international erstmals in der Saison 1983/84 in Erscheinung. Dabei siegte er beim Dynamo Cup in Berlin im Kleinen Vierkampf. In den folgenden Jahren kam er bei der Mehrkampfeuropameisterschaft 1987 in Trondheim auf den zehnten Platz und bei der Mehrkampfeuropameisterschaft 1988 in Den Haag auf den 13. Rang im Großen Vierkampf. Zudem nahm er in der Saison 1987/88 an drei Läufen im Eisschnelllauf-Weltcup teil, wobei der 14. Platz über 5000 m in Heerenveen sein bestes Ergebnis war und belegte bei den Olympischen Winterspielen 1988 in Calgary den 26. Platz über 5000 m sowie den sechsten Rang über 10.000 m.

## Erfolge

### Olympische Spiele
- 1988 Calgary: 6. Platz 10.000 m, 26. Platz 5000 m

### Mehrkampf-Weltmeisterschaften
- 1986 Inzell: 7. Platz Großer Vierkampf

### Mehrkampf-Europameisterschaften
- 1987 Trondheim: 10. Platz Großer Vierkampf
- 1988 Den Haag: 13. Platz Großer Vierkampf

## Persönliche Bestleistungen
| Disziplin | Zeit         | Datum             | Ort     |
| --------- | ------------ | ----------------- | ------- |
| 500 m     | 38,62 s      | 20. März 1987     | Almaty  |
| 1000 m    | 1:18,05 min  | 28. März 1983     | Almaty  |
| 1500 m    | 1:55,65 min  | 27. Dezember 1983 | Almaty  |
| 3000 m    | 4:10,20 min  | 10. November 1986 | Berlin  |
| 5000 m    | 6:49,33 min  | 20. März 1987     | Almaty  |
| 10.000 m  | 14:09,68 min | 13. Februar 1988  | Calgary |